# ウバガイ
ウバガイ（姥貝、学名: Pseudocardium sachalinense）は、二枚貝綱異歯亜綱バカガイ上科バカガイ科の1種である。
日本海北部と茨城県以北の太平洋、シベリア沿岸まで分布し、冷水域の外洋に面した浅い海の砂底に生息している。
北海道などではホッキガイ（北寄貝）と呼び、アイヌ語ではポクセイ（poksey）、トゥットゥレプ（tutturep）などの呼び名がある。季語、三冬。

## 形態
成貝は殻長10 cm以上と大型で、殻は厚く、淡色であるが、褐色の殻皮におおわれるため全体に黒ずんだ色に見える。
浅海の細砂底に棲息し、春から夏に産卵期を迎え、幼生は20 - 30日間回遊したのちに着生する。成長は遅く、漁獲対象（7 - 8 cm）になるまで4 - 6年かかるが、寿命は30年に達する。
幼貝のうちは、殻全体が白色から黄白色で、同科のシオフキに似るが、これは内湾性で生息環境から区別できる。一方、ヒメバカガイ（学名: Mactra crossei）は成貝では全く異なるが、1 cm以下の幼貝は区別が難しい。
殻頂に残る初期稚貝の殻を高倍率で観察すると、全く色彩のないものがウバガイで、褐色から帯紅色が点状に見られるのがヒメバカガイ。
同科のミルクイにも似るが、殻長や水管、殻の後端の隙間がそれほど大きくなく、殻を閉じると完全に内部に収納され、ほとんど隙間がなくなる点で区別が可能。

## 利用
小型底曳網（桁曳網）や、ジェット水流による掘削漁獲が普及している。一方、目視で挟み採る伝統漁法も行われ、品質（傷が少ない）から高価で取引されている。
北海道や東北地方では以前から広く食用とされ、寿司ネタとしても一般的であった。現在は、関東地方以西でも一般に流通するようになった。宮城県亘理郡山元町では、毎年2月に「ホッキ祭り」が開かれる。
実際には国内資源は衰退しており、消費量の大半は輸入に依っている。カナダ、ペルー産のナガウバガイという同属の貝が冷凍品で流通している。

### 漁獲量
- 2008年度（苫小牧市産業経済部調べ）

第1位 - 苫小牧漁港 825 t（北海道）：「苫小牧市の貝」に指定されている
第2位 - 別海漁港 549 t（北海道）
第3位 - 三沢漁港 489 t（青森県）
第4位 - 根室漁港 460 t（北海道）
第5位 - 釧路漁港 324 t（北海道）

### 保護・増殖
地域によっては、稚貝の放流による増殖や大きさによる漁獲制限による保護が行われる（例:青森県では7 cm以下のウバガイは漁獲禁止）。苫小牧では、ウバガイの生育上競合関係となるハスノハカシパン（ウニの仲間）の駆除も試みられている。

### 食用

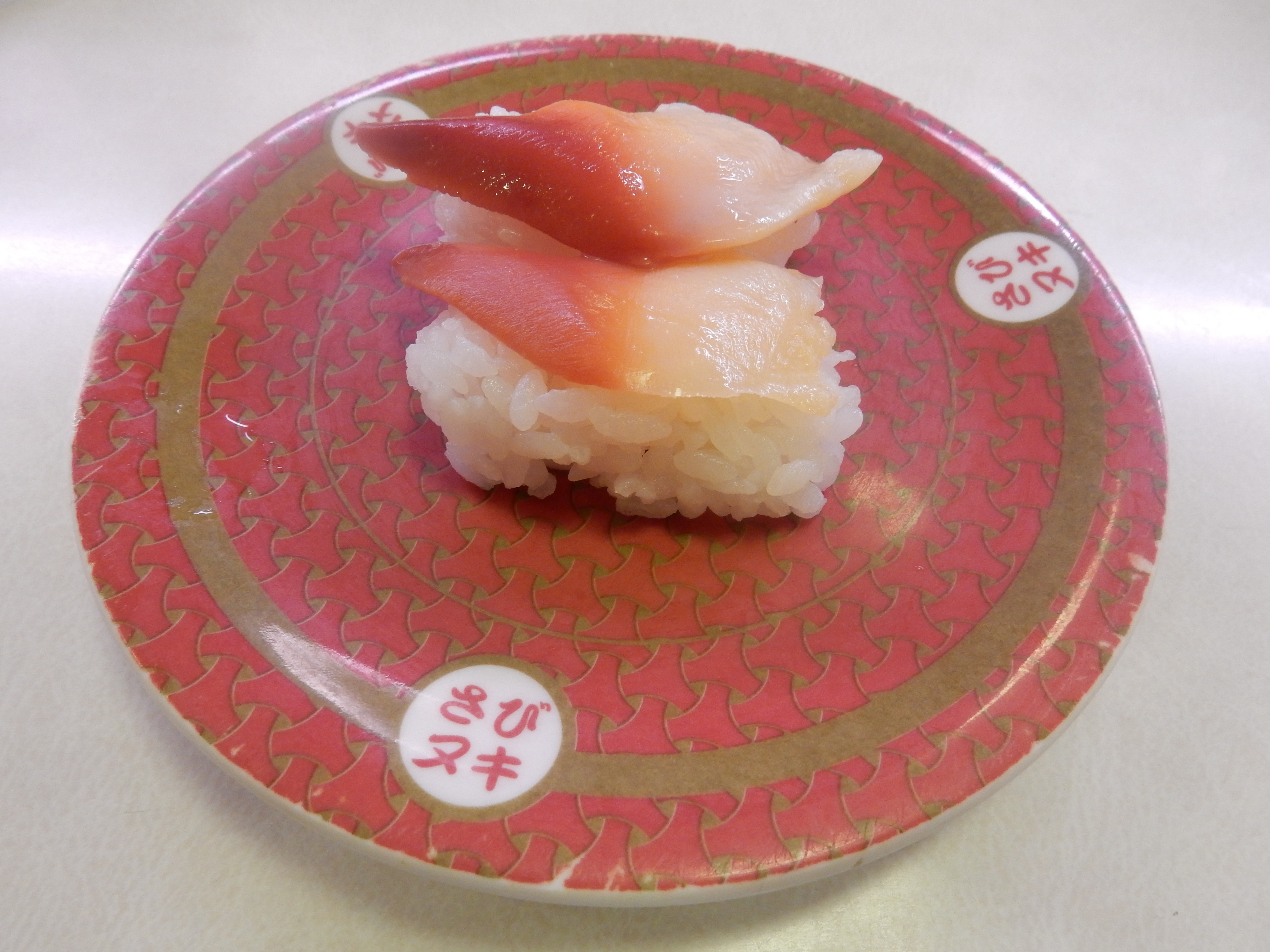
はま寿司の「ホッキ貝」の握り寿司

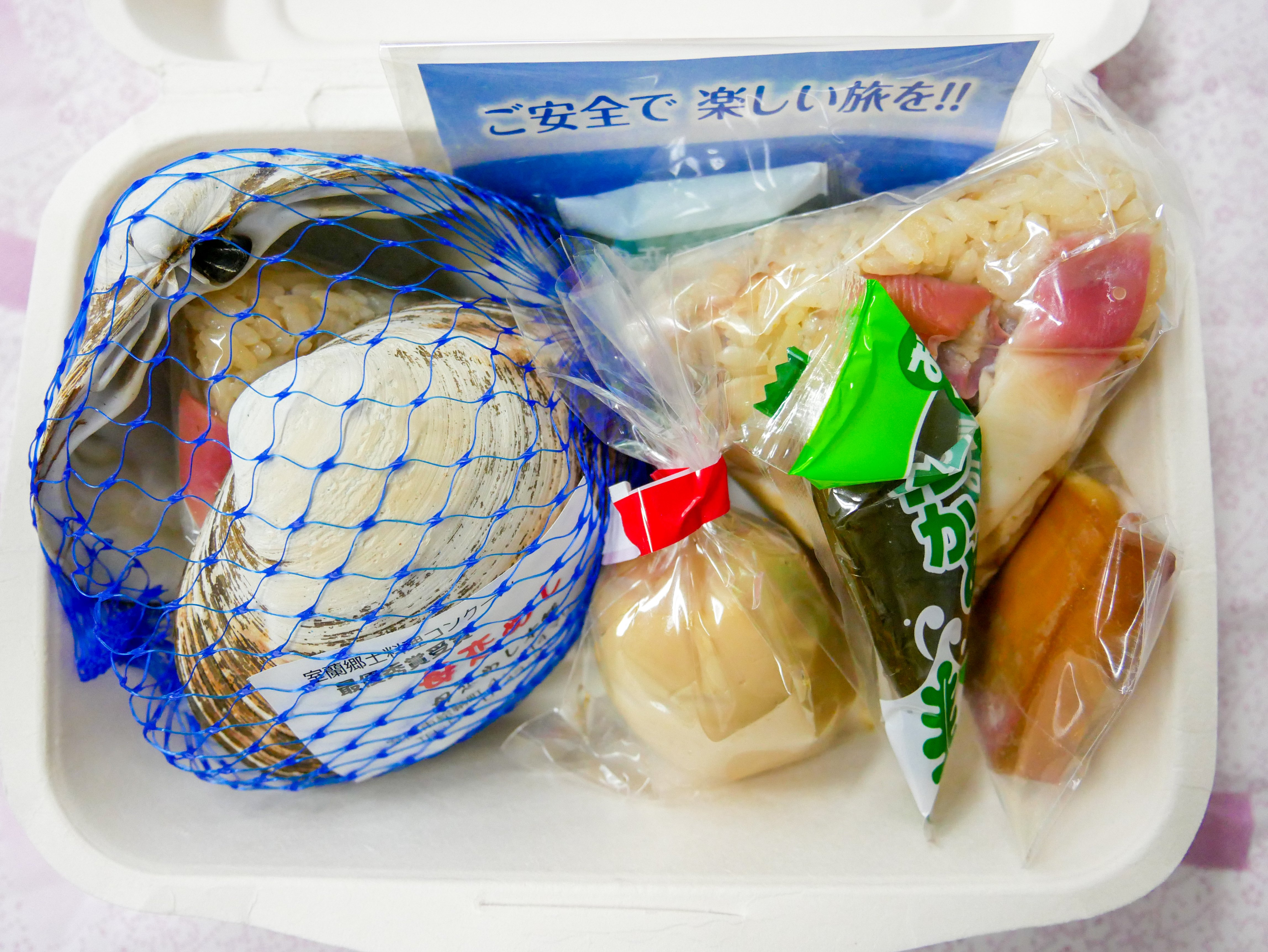
母恋めし（母恋駅）

主に加熱済みのむき身の冷凍状態で流通し、生や殻付きは少ない。生の斧足の縁は黒っぽいが、加熱すると鮮やかな赤に変わる。市場ではサイズにもよるが1個あたり平均200 - 500円前後と、食用の二枚貝としてはやや高価である。
生体は斧足内に砂が多く、さらにアサリやハマグリのように砂を吐かせることが難しい。一方で貝柱が発達していないため、殻を閉じる力は弱い。このため、下ごしらえはナイフやヘラでこじ開け、身を切り開いて水洗いする（丸ごと茹でると砂や泥が食味を損なう）。
生のまま刺身や寿司に用いるほか、炊き込みご飯・混ぜご飯の具、煮付け、佃煮、バター焼き、天麩羅などに用いる。
茹でたむき身に関しては、1990年代以降、寿司種として全国的に普及し、回転寿司でも見かけるようになった。
- ほっき飯（炊き込みご飯・混ぜご飯） - 北海道、東北地方（太平洋側）。
  - 母恋めし - 北海道室蘭市母恋駅の駅弁。ホッキガイの炊き込みご飯で握ったおにぎりが含まれる。なお「母恋」の地名はこの貝に由来する[1]。
- ホッキカレー - 北海道苫小牧市、福島県浜通り地方の地域食。